# Ermelindo Ávila
Ermelindo dos Santos Machado Ávila (Lajes do Pico, 18 de setembro de 1915 — Lajes do Pico, 25 de maio de 2018) foi um jornalista, publicista e historiógrafo, autor de uma extensa e diversificada obra literária, com grande participação cívica na ilha do Pico, Açores.

## Biografia
Ermelindo Ávila nasceu na vila das Lajes do Pico (Açores), filho de Elvira Ermelinda dos Santos Madruga e de Francisco Machado Ávila. Destinada a uma eventual carreira eclesiástica, em 1927 matriculou-se no Seminário Episcopal de Angra, em Angra do Heroísmo, estabelecimento de ensino que frequentou até 1932, abandonando os estudos religiosos depois de concluído o 1º ano de Filosofia daquele Seminário.
Regressado às Lajes do Pico, empregou-se em 1938 como ajundante do Cartório Notarial e dos serviços de Registos e do Notariado. Em 1940 foi nomeado Presidente da Comissão Administrativa da Câmara Municipal, ascendendo em 1941 a Presidente da Câmara do mesmo concelho, sendo exonerado dessas funções razões de orientação política.
Transitou em 1954 para os serviços administrativos da Câmara Municipal da Lajes do Pico, onde desenvolveu a sua carreira profissional até ser nomeado em 1963 chefe da secretaria da Câmara Municipal da Madalena. Regressou à Câmara Municipal das Lajes do Pico, como chefe de secretaria, em 1967, permanecendo nessas funções até se aposentar como assessor autárquico em 1984.
Paralelamente à sua carreira como funcionário administrativo, dedicou-se ao jornalismo, iniciando a sua actividade jornalística em 1932 no semanário católico O Dever, de que seria editor entre 1938 e 1954. Ao longo de quase um século exerceu uma constante presença na imprensa escrita e depois na rádio regional e local.
A sua principal obra jornalística está no semanário O Dever, jornal fundado e dirigido pelo distinto jornalista padre Xavier Madruga, onde após cessar a sua actividade directiva manteve durante décadas uma crónica semanal. Nessas crónicas aborda as problemáticas da sua terra, recorrendo a dados históricos que ajudam, não só a conhecer a história local, como também a entender a evolução dos acontecimentos em análise.
Para além de O Dever tem colaboração dispersa por múltiplos órgãos da comunicação social escrita e falada dos Açores, já que durante muitos anos foi cronista dos jornais Correio da Horta, A União (de Angra do Heroísmo), O Telégrafo (da Horta), Correio dos Açores (de Ponta Delgada), Açores (de Ponta Delgada) e da revista Açorianíssima (também de Ponta Delgada). Também deixou extensa colaboração no Diário dos Açores (de Ponta Delgada), no Jornal do Pico e no portal Diaspora.com. Ao longo quase um século, foi correspondente no Pico do jornal O Século e Diário de Notícias (de Lisboa).
Na vertente radiofónica, foi colaborador regular do Rádio Clube de Angra e dos programas Canal-Pico e Manhãs de Sábado do Emissor Regional dos Açores (depois RDP-Açores), para além de colaboração esporádica em algumas rádios locais.
Para além das crónicas sobre assuntos da actualidade, dedicou-se à historiografia local, tendo monografias e trabalhos dispersos por várias publicações nas áreas da história, etnografia e cultura. Nessa actividade centrou-se em figuras e factos da vida picoense e açoriana. Para além dos seus escritos, proferiu diversas conferências, nos Açores e junto das comunidades emigrantes radicadas no Canadá e Estados Unidos da América, focando assuntos de natureza histórica sobre a ilha do Pico. Participou como orador em múltiplos congressos, seminários e celebrações várias.
Foi sócio fundador da Sociedade de Língua Portuguesa e do Núcleo Cultural da Horta e membro de vários institutos e sociedades culturais açorianas, entre as quais a Sociedade Histórica da Independência de Portugal, o Instituto Cultural de Ponta Delgada, a Sociedade Afonso de Chaves, o Instituto Histórico da Ilha Terceira e o Instituto Açoriano de Cultura. Para além de ter participado em muitas outras colectividades cívicas, desportivas e culturais, foi irmão da Santa Casa da Misericórdia das Lajes do Pico, da qual foi provedor e a quem coube dirigir a construção do respectivo hospital (hoje o Centro de Saúde das Lajes do Pico).
Quando se aposentou, em 1984, foi agraciado pelo Município das Lajes do Pico com a medalha de prata do concelho, pelos serviços prestados durante 46 anos. Nas comemorações do V Centenário do Concelho das Lajes do Pico, foi-lhe entregue a chave número um do Município. Para além disso, foi agraciado com o grau de Comendador da Ordem do Mérito a 9 de junho de 1995 e recebeu a Insígnia Autonómica de Reconhecimento.
Foi pai do jornalista açoriano José Gabriel Ávila.

## Obras publicadas
Para além de uma vasta obra dispersa por periódicos  açorianos, com destaque para os da ilha do Pico e de Angra do Heroísmo, é autor das seguintes obras:
- (1962) "John (Portugee) Phillips - Herói português em terra americana". Boletim do Núcleo Cultural da Horta, 3, 1: 35-42.
- (1979) A Ilha do Pico (Roteiro Histórico e Paisagístico). Lajes do Pico, ed. do autor.
- (1982) "Dr. Luís Ribeiro (um testemunho simples)". Boletim do Instituto Histórico da Ilha Terceira, 45: 571-572.
- (1983) Lourdes nas Lajes do Pico: 1883-1983. Lajes do Pico.
- (1983) Emigrantes-Imigrados. Lajes do Pico, ed. do autor.
- (1986) Centenário de S. Francisco - O Franciscanismo na Ilha do Pico. São Roque, Câmara Municipal (separata do Boletim do Instituto Histórico da Ilha Terceira).
- (1987) "A ilha do Pico : Crises económicas". Boletim do Instituto Histórico da Ilha Terceira, 45, 2: 915-958.
- (1988) Ilha do Pico : Suas Origens e Suas Gentes (Notas Históricas). São Roque do Pico, Câmara Municipal.
- (1988) "No centenário do nascimento do tenente-coronel José Agostinho - Duas palavras de homenagem". Boletim do Instituto Histórico da Ilha Terceira, 40: 571-572.
- (1990) Conventos Franciscanos na Ilha do Pico (Notas Históricas). São Roque do Pico, Câmara Municipal.
- (1991) Temática Baleeira na Literatura Açoriana. Sep. de Insulana, Ponta Delgada.
- (1992) Um Século de Baleação - Museu dos Baleeiros das Lajes do Pico, separata da Revista Açoreana, Sociedade Afonso Chaves, Ponta Delgada.
- (1992) As Festas da Vila - Semana dos Baleeiros, Lajes do Pico.
- (1992) Comunicações e Transportes, separata da Revista Insulana do Instituto Cultural de Ponta Delgada, Ponta Delgada.
- (1993) Figuras & Factos: Notas Históricas. Lajes do Pico, Associação de Defesa do Património da Ilha do Pico.
- (1993) Por terras do Oriente, Lajes do Pico.
- (1994) Um picoense imigrante nos Estados Unidos da América - Herói nas Lutas contra os índios, separata da Revista Insulana do Instituto Cultural de Ponta Delgada, Ponta Delgada.
- (1995) Crónicas da Minha Ilha: 1968-1974. Ponta Delgada, Jornal de Cultura.
- (1996) Emigrados e Imigrantes. Ponta Delgada, Gráfica Açoreana.
- (1997) Concelho das Lajes do Pico, Câmara Municipal das Lajes do Pico, Lajes do Pico.
- (2000) Sociedade Filarmónica Recreio Ribeirense 1900-2000, Lajes do Pico.
- (2002) Crónicas da minha Ilha, vol II,
- (2005) Figuras & Factos (vol II),
- (2010) Álbum da Ilha do Pico, Publiçor, Ponta Delgada.
- (2011) Lajes do Pico - Primeira povoação da ilha, Publiçor, Ponta Delgada.
- (2015) A Terra e o Mar. Crónicas do meu sentir, Edição “Companhia das Ilhas”, São Roque do Pico.
- (2015) Nossa Senhora de Lourdes, Lajes do Pico.
- (2016) Culto Mariano na Ilha do Pico, Lajes do Pico.
- (2017) A Matriz da Santíssima Trindade das Lajes do Pico, Edições Letras Lavadas, Ponta Delgada.
- (2018) Crónicas e contos de Natal do avô Ermelindo, Edições Letras Lavadas, Ponta Delgada.